# Стернійчук Валерій Олександрович
Стернійчук Валерій Олександрович (нар. 18 червня 1981, Волинська область) — український громадський активіст, керівник провідних компаній, івент-менеджер, народний депутат України 9-го скликання, заступник голови Національної ради громад політичної партії «Слуга Народу».
Народний депутат України 9-го скликання. Член фракції «Слуга народу» у Верховній Раді України. На парламентських виборах 2019 року № 46 у списку. Член партії «Слуга народу», голова Волинської обласної організації партії.

## Життєпис
Валерій Стернійчук народився 1981 року. Навчався на географічному факультеті Волинського університету ім. Лесі Українки. Закінчивши цей виш, згодом ще навчався на факультеті фінансів Волинського інституту Міжрегіональної академії управління персоналом імені В'ячеслава Липинського.
З 2001 року працював менеджером з продажів, а згодом — на керівних посадах у ТОВ «Фокстрот-Луцьк», «ПАККО Холдинг», ПАТ «Укртелеком», а також, артдиректором в ТОВ «Порт Сіті груп».
У 2016 році був керівником ТОВ «Кінозахід».
Ще в студентські роки грав у КВК у складі луцької команди «Віограф» (СНУ). Подібну діяльність продовжив і в подальші роки, займався організацією культурно-розважальних заходів на Волині, поєднуючи з основною роботою в комерційній сфері.
У жовтні 2013 року став співзасновником організації «Волинський актив молоді». Також його було включено до громадської ради при Луцькому міському голові.
У 2018 році Валерій Стернійчук очолював студентську «Лігу сміху» у Волинській області.

## Політична діяльність
У 2001 році у віці 20 років був головою Волинської обласної молодіжної організації Партії Зелених України. Згодом — її Луцької міської організації. У 2010 році став одним із керівників молодіжної організації партії «Сильна Україна» на Волині.
У 2015 році Валерій Стернійчук, бувши безпартійним, на місцевих виборах, балотувався до Луцької міської ради за 38-м округом від партії «УКРОП».
Під час президентських та парламентських виборів 2019 року очолював Команду Зеленського у Волинській області.
Народний депутат України (IX скликання, з 2019). Член Комітету Верховної Ради з питань антикорупційної політики.
Співголова групи з міжпарламентських зв'язків з Чорногорією, заступник керівника групи з міжпарламентських зв'язків із Соціалістичною Республікою В'єтнам. Член груп із міжпарламентських зв'язків із Китаєм, США, ОАЕ, Монако, Азербайджаном, Кіпром.
Голова Волинської обласної організації партії «Слуга народу». У 2020 році переобраний на другий термін.
Заступник голови ради громад партії «Слуга народу».